# Saint-Malobukten
Saint-Malobukten eller Normandiska viken är en bukt på franska sidan av Engelska kanalen. På franska benämns den Golfe de Saint-Malo eller Golfe Normanno-Breton. Bukten har kust i Bretagne och Normandie. Staden Saint-Malo ligger vid bukten. I norra delen av bukten återfinns Kanalöarna.